# Acanthocladus microphylla
Acanthocladus microphylla är en jungfrulinsväxtart som beskrevs av August Heinrich Rudolf Grisebach. Acanthocladus microphylla ingår i släktet Acanthocladus och familjen jungfrulinsväxter. Utöver nominatformen finns också underarten A. m. adpressa.